# Jim Walton

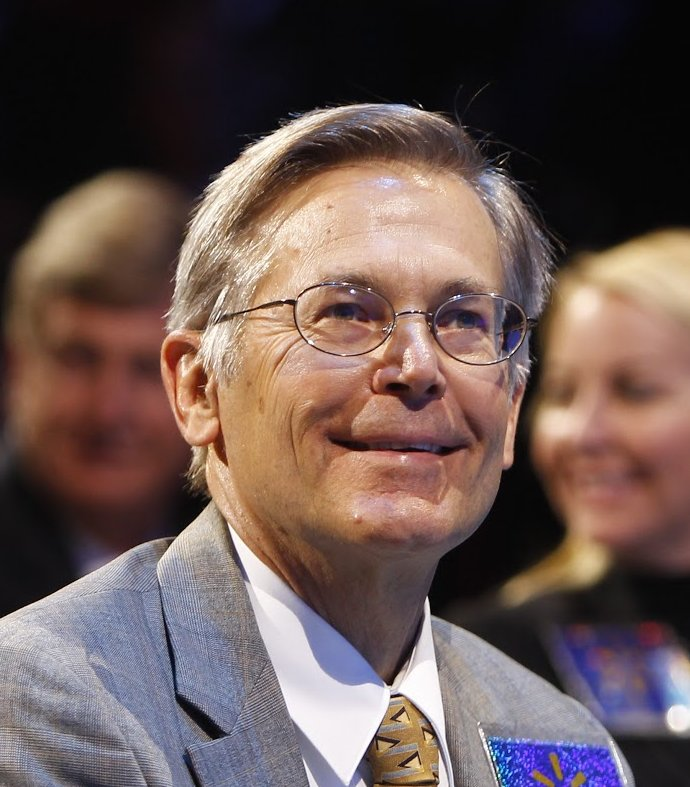
Jim Walton

Jim C. Walton (* 7. Juni 1948 in Newport, Arkansas) ist der jüngste Sohn des Walmart-Gründers Sam Walton.
Er lebt in Bentonville, Arkansas, hat einen Abschluss der University of Arkansas, ist verheiratet und hat vier Kinder. Jim Walton ist Präsident von Arvest, der größten Bank Arkansas’, jedoch nicht im Tagesgeschäft aktiv.

## Vermögen
Jim Walton ist Multi-Milliardär und einer der reichsten Menschen der Welt. Gemäß der Forbes-Liste 2022 beträgt sein Vermögen ca. 66,1 Milliarden US-Dollar. Damit belegt er Platz 16 auf der Forbes-Liste der reichsten Menschen der Welt.